# Лоријум (Мичиген)
Лоријум (енгл. Laurium) град је у америчкој савезној држави Мичиген.

## Демографија
По попису из 2010. године број становника је 1.977, што је 149 (-7,0%) становника мање него 2000. године.
| Група             | 2000.         | 2010.         |
| Белци             | 2.081 (97,9%) | 1.895 (95,9%) |
| Афроамериканци    | 5 (0,2%)      | 14 (0,7%)     |
| Азијати           | 4 (0,2%)      | 2 (0,1%)      |
| Хиспаноамериканци | 11 (0,5%)     | 24 (1,2%)     |
| Укупно            | 2.126         | 1.977         |